# Личковецька сільська рада
Личкове́цька сільська́ ра́да — адміністративно-територіальна одиниця та орган місцевого самоврядування в Гусятинському районі Тернопільської області. Адміністративний центр — село Личківці.

## Загальні відомості
- Територія ради: 38,59 км²
- Населення ради: 2 146 осіб (станом на 2001 рік)
- Територією ради протікають річки Тайна, Гнила]]

## Населені пункти
Сільській раді підпорядковані населені пункти:
- с. Личківці
- с. Трибухівці

## Склад ради
Рада складалася з 16 депутатів та голови.
- Голова ради: Дуда Степан Миколайович
- Секретар ради: Гаврилюк Ольга Іванівна

### Керівний склад попередніх скликань
| Прізвище, ім'я, по батькові | Основні відомості                                                                          | Дата обрання | Дата звільнення |
| --------------------------- | ------------------------------------------------------------------------------------------ | ------------ | --------------- |
| Дуда Степан Миколайович     | Сільський голова, 1955 року народження, освіта вища                                        | 26.03.2006   | 31.10.2010      |
| Дуда Степан Миколайович     | Сільський голова, 1955 року народження, освіта вища, член політичної партії «Наша Україна» | 31.10.2010   |                 |

Примітка: таблиця складена за даними сайту Верховної Ради України

### Депутати
За результатами місцевих виборів 2010 року депутатами ради стали:

#### За суб'єктами висування
| Суб'єкт висування | Кількість обраних депутатів | %   |
| ----------------- | --------------------------- | --- |
| Самовисування     | 16                          | 100 |

#### За округами
| № округу | Прізвище, ім'я, по батькові   | Дата визнання обраним | Освіта             | Партійна приналежність | Відомості про обраного депутата                     |
| -------- | ----------------------------- | --------------------- | ------------------ | ---------------------- | --------------------------------------------------- |
| 1        | Мудеревич Ігор Миронович      | 04.11.2010            | середня спеціальна | позапартійний          | СФНВГ Коваль, водій                                 |
| 2        | Конон Михайло Іванович        | 04.11.2010            | середня спеціальна | позапартійний          | тимчасово не працює                                 |
| 3        | Малкевич Андрій Михайлович    | 04.11.2010            | вища               | позапартійний          | тимчасово не працює                                 |
| 4        | Мигаль Ярослав Михайлович     | 04.11.2010            | вища               | позапартійний          | пенсіонер                                           |
| 5        | Мигаль Михайло Степанович     | 04.11.2010            | середня спеціальна | позапартійний          | Личаківці дитячий садок, кочегар                    |
| 6        | Андріїв Микола Богданович     | 04.11.2010            | вища               | позапартійний          | Заповідник «Медобори», майстер лісу                 |
| 7        | Берлінський Степан Іванович   | 04.11.2010            | вища               | позапартійний          | Група компаній Мрія, адміністратор                  |
| 8        | Перун Микола Андрійович       | 04.11.2010            | середня спеціальна | позапартійний          | тимчасово не працює                                 |
| 9        | Тесарський Андрій Михайлович  | 04.11.2010            | середня спеціальна | позапартійний          | тимчасово не працює                                 |
| 10       | Боднар Анатолій Володимирович | 04.11.2010            | вища               | позапартійний          | тимчасово не працює                                 |
| 11       | Шеремета Оксана Іванівна      | 04.11.2010            | вища               | позапартійна           | Личаківці загальноосвітня школа І-ІІІ ст., директор |
| 12       | Гаврилюк Ольга Іванівна       | 04.11.2010            | вища               | позапартійна           | Личківецька с\р, секритар                           |
| 13       | Башуцький Ігор Ярославович    | 04.11.2010            | вища               | позапартійний          | Шевченківська районна рада м. Київ, гол.спеціаліст  |
| 14       | Хома Андрій Михайлович        | 04.11.2010            | вища               | позапартійний          | приватний підприємець                               |
| 15       | Башуцький Ярослав Михайлович  | 04.11.2010            | вища               | позапартійний          | Городницьке лісництво, лісник                       |
| 16       | Коростіль Іван Йосипович      | 04.11.2010            | середня            | позапартійний          | тимчасово не працює                                 |